# Мост Брасас

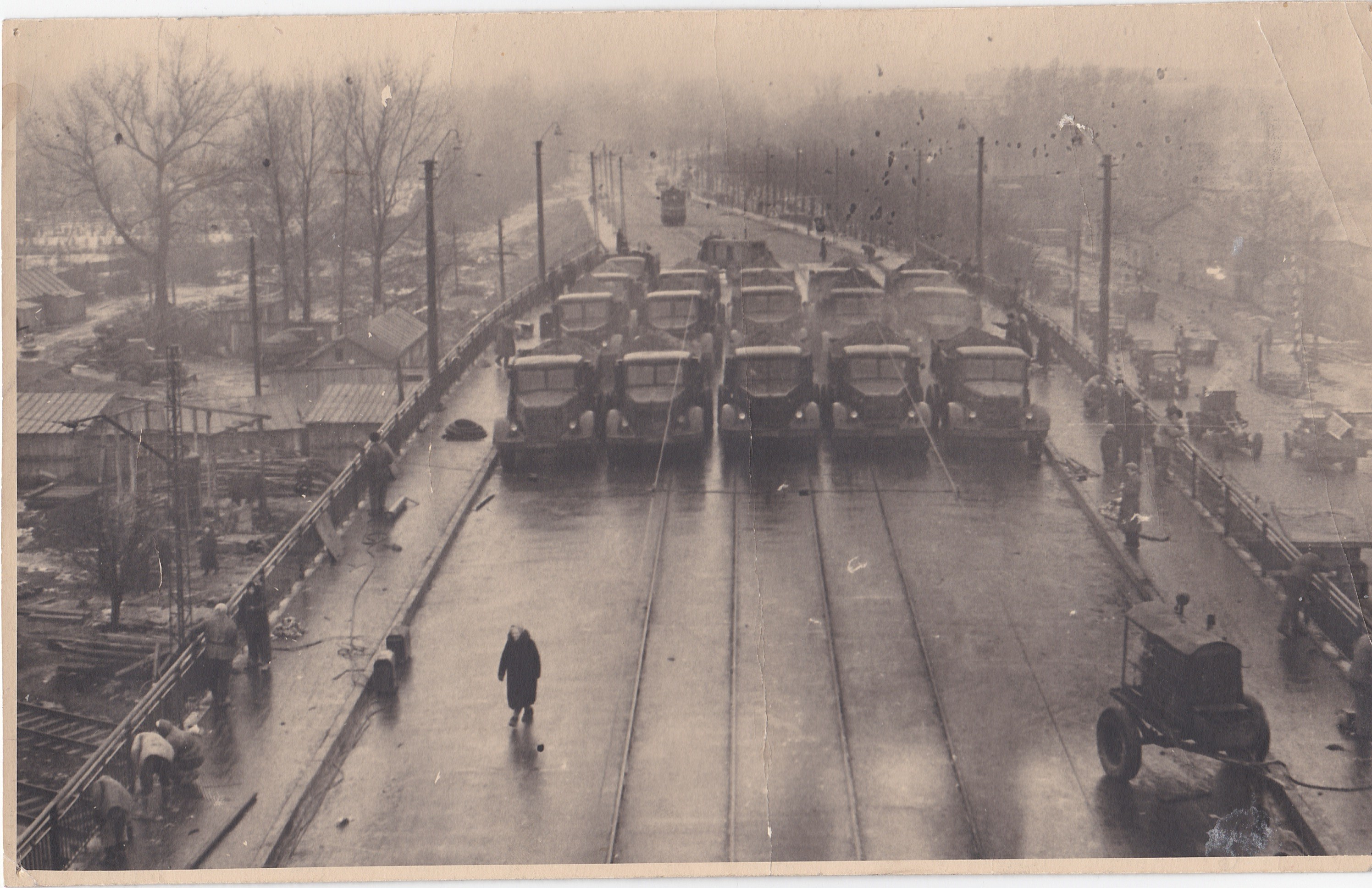
Испытание моста на прочность под нагрузкой. Декабрь 1958 г.

Мост Бра́сас (латыш. Brasas tilts; также Брасовский мост, Брасский мост) — автомобильно-трамвайно-пешеходный путепровод над железнодорожными путями станции Браса в городе Риге. Соединяет центральную часть города (улица Миера) с Чиекуркалнсом и Межапарком (улица Гауяс). Сдан в эксплуатацию в декабре 1958 года.
Проезжая часть заасфальтирована, трамвайные пути покрыты железобетонными плитами. По обеим сторонам моста устроены асфальтированные тротуары, огороженные металлическими барьерами, по одному из которых разрешено движение велосипедов. По мосту проходят маршруты городского общественного транспорта (автобус № 9 и трамвай № 11).

## История
Необходимость в сооружении путепровода возникла в 1957 году, в ходе электрификации железнодорожной линии, поскольку трамвайные провода не могли пересекаться с железнодорожной контактной сетью.
Мост был построен в сжатые сроки по проекту Ленинградского государственного проектно-изыскательского института «Ленгипротранс». Автор проекта — Л. Исаров. Сооружение моста осуществлялось коллективом Мостопоезда 3/40 треста Мостострой-5 под руководством Розенберга.
Из-за нехватки ресурсов и денежных средств пролёты моста изготовлены из балок L-образного сечения. Для проверки под нагрузкой при приёмке моста в эксплуатацию Государственной комиссией на проезжую часть выехало 20 грузовых автомашин, гружёных песком.
Первый трамвай 11-го маршрута проехал по новому мосту под управлением вагоновожатого К. Ивбулиса.
Во время борьбы за восстановление независимости Латвии, в январе 1991 года, на мосту Брасас и в Вецмилгрависе были установлены баррикады, преграждающие путь к центру города силам ОМОНа, дислоцированным в Вецмилгрависе. 14 и 16 января 1991 года у моста произошли столкновения между ОМОНом и защитниками баррикад.

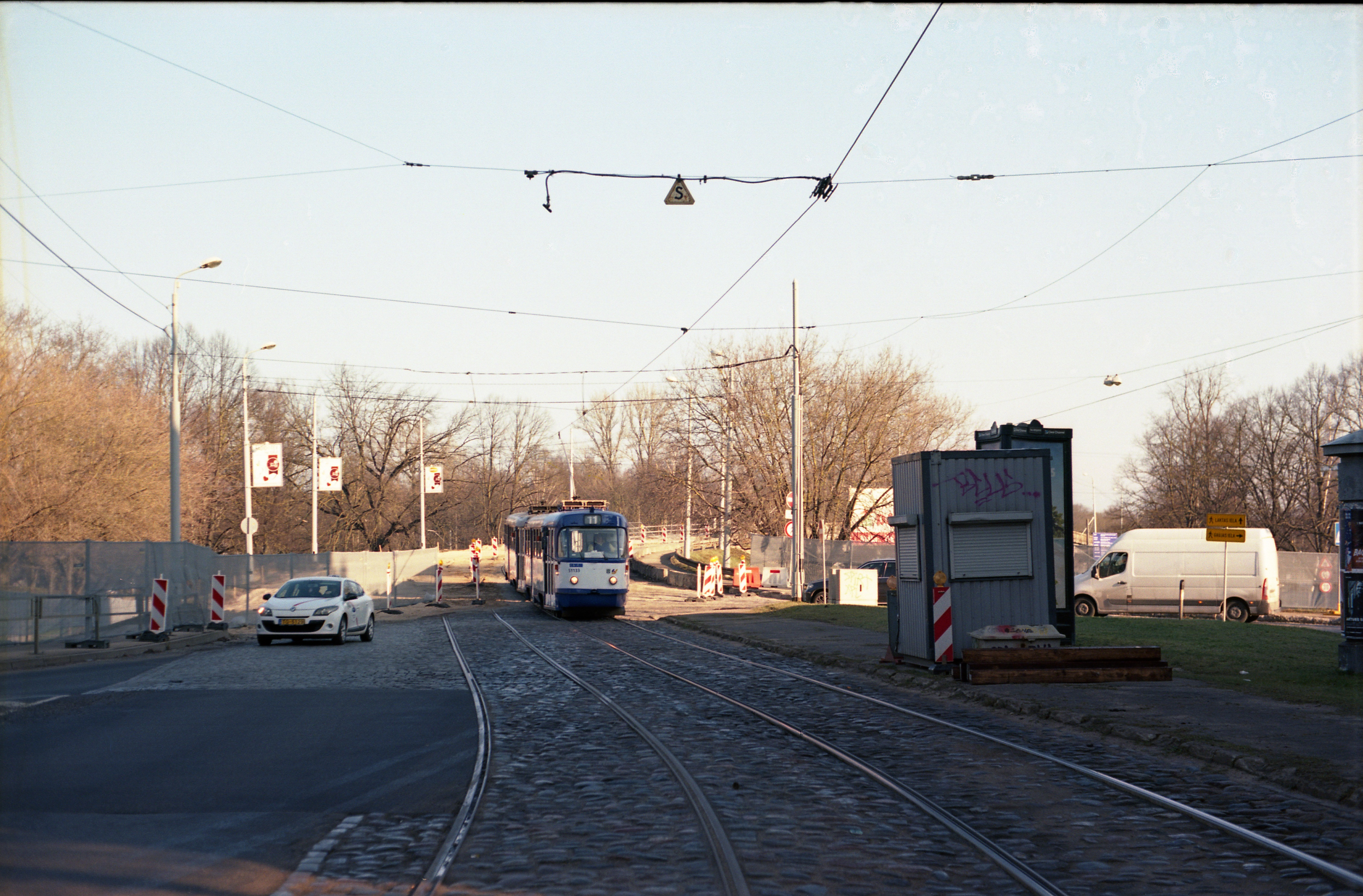
Трамвайное движение по одному пути во время ремонта моста (2020)

Жители Риги называли путепровод «мостом». Официальное название «Brasas tilts» («мост Брасас», «Брасовский мост») было присвоено ему в 2014 году.
В ходе подготовки к реконструкции моста Брасас в 2019 году были обнаружены захоронения, поверх которых в 1950-е годы был построен мост. По надгробному камню, извлечённому строителями из-под мостовой, удалось определить, что в этой могиле был захоронен офицер российского императорского флота Йозеф Поклевский-Козел (1876—1911). Он был военным атташе России в Великобритании. Военно-морской офицер польского происхождения Йозеф Поклевский-Козел участвовал в обороне Порт-Артура во времена русско-японской войны.
Всего же в ходе раскопок в мае 2019 года под мостом были найдены останки 37 солдат, захороненных на Рижском гарнизонном кладбище, по территории которого пролегла дорога на мост.
«Тогда отношение к давним захоронениям не было столь этичным, как сейчас. Поэтому особо не считались с захоронением времен Российской империи»

## Железнодорожный переезд
В целях разгрузки моста на время ремонта рядом с ним был оборудован переезд через железнодорожные пути. Первые сообщения о предстоящем переносе движения на переезд появились в конце октября 2019 года.
11 декабря 2019 года переезд открылся для легкового личного транспорта. 11 декабря мост закрыт, кроме общественного транспорта, двухсторонний переезд открыт в 5.00.
13 июля 2022 года автобус № 9 перевели с моста на переезд, а с 18 июля прекратилось и движение 11-го трамвая по мосту, его заменил автобус 11Т. Предполагается, что прежняя схема движения будет восстановлена через год, после введения в эксплуатацию первой очереди нового моста.
1 ноября 2023 года восстановлено движение 11 трамвая через новый мост, 9 ноября в 7.00 мост открыт для всех, переезд будет закрыт.